# Тип 85
Type 85 — китайський основний бойовий танк, що став новою епохою у китайському танкобудуванні, закінчив чергу модернізацій старих радянських танків. Головною відміною нового танку є зварна башта з розвинутою кормовою нішею (як на західних танках), на шасі танку Type 88.

## Історія
На початку 1989, корпорація NORINCO заявила, що вона розробила два нових танки на базі корпусу ОБТ Type 80, Type 85-II та Type 85-IIA.
Ці танки були створені на замовлення Народної Визвольної Армії (НВАК) для вогневих випробувань у середині 1989.
Усі попередні китайські ОБТ мали литу сталеву башту, а на Type 85 з'явилась зварна сталева башта з компонованої броні для покращення бойових властивостей. Також біло встановлено покращену комп'ютеризовану систему керування вогнем, яка при використанні з системою стабілізації гармати, дозволяв стрільцю уражати рухомі цілі, на танку, який сам рухався.
Фактична відмінність між Type 85-II і Type 85-IIA не була розкрита, хоча останній трохи важчий, 39,5 тони, і трохи коротший за довжиною.
Головним озброєнням танків Type 85-II та Type 85-IIA була гармата з попереднього танка Type 80. 105 мм нарізна гармата на танку Type 85-II мала 46 снарядів, а на Type 85-IIA — 44 снаряди.
ОБТ Type 80 мав індивідуальну систему захисту від зброї масового ураження, а танки Type 80-II, 85-II та 85-IIA мали систему колективного захисту. Також ОБТ Type 80-II, 85-II та 85-IIA радіостанцію Type 889B.
У середині 1991, було оголошено про випуск танку Type 85-H разом із Пакистаном.
Наприкінці 1992, NORINCO заявило, про створення нової версії танку Type 85, що мала наву Type 85-IIM; він схожий на попередні моделі, але важчий і озброєний 125 нарізною гарматою з автоматичною системою заряджання.
Останні данні показали, що версія Type 85 обрана Пакистаном має назву Type 85-IIAP. Вона була вперше продемонстрована на параді у Ісламабаді у березні 1993.

## Конструкція
Компанувальна схема ОБТ Type 85-IIM виконана у класичному стилі з переднім розташування механіка, у центрі розташовано бойове відділення та у кормі моторно-трансмісійне. Корпус та башта зроблені зі стальної зварної броні з додатковим шаром композитної броні у вигляді навісних плит.
Місце водія знаходиться зліва спереду. На кришці люку розташовані перископи один з яких може бути замінений на перископ пасивного нічного бачення.
Стрілець розташований зліва, а командир справа у башті. У стрільця люк відкривається вперед. У кришці є отвір для встановлення дихальної труби, а також перископу спостереження. Приціл стрільця вмонтовано у дах башти перед люком.
Командир має командирську башту з перископом який обертається на 360°. Змонтований на даху башти 12,7 мм зенітний кулемет може застосовувати як командир так і стрілець. Цей кулемет калібру 12,7 мм Type 59 розробки NORINCO виробляється за ліцензією Pakistan Ordnance Factories.

## Озброєння
Головним озброєнням є гладкоствольна 125 мм гармата оснащена екстрактором диму та термокожухом. Вона має автоматичне заряджання, завдяки чому екіпаж скоротився до трьох осіб; є три типи роздільних (снаряд і заряд) боєприпасів, APFSDS (БОПС), HE та HEAT.
Снаряд БОПС має дульну швидкість 1,730 м/с и може пробивати до 500 мм катаної гомогенної броні при куті зустрічі 0° на дистанції до 2,000 м. Довжина снаряду 546.5 мм, а вага 7.34 кг.
Відповідно до NORINCO, цим снарядом можна стріляти з російської гладкоствольної 125 мм гармати, що встановлена у ОБТ T-72.
З гарматою спарений 7,62 мм кулемет, а з обох боків башти встановлено шість дистанційно-керованих димових гранатометів. Також танк може встановлювати власну димову завісу шляхом впорскування дизельного палива у вихлоп.
Система керування вогнем зі стабілізованим зображенням має лазерний далекомір вмонтований у стабілізований приціл стрільця, панелі керування, балістичний комп'ютер та сенсори, які допомагають зробити точний перший постріл по рухомій або нерухомій цілі поки ОБТ Type 85-IIM сам рухається чи стоїть на місці. У командира, стрільця та водія встановлено прилади нічного бачення другого покоління з покращенням яскравості зображення.

## Рушій
Дизельний двигун V-12 з наддувом потужністю 730 к.с поєднано з трансмісією невідомого типу. Скоріш за все блок живлення подібний до того, який встановлено на танку Type 80. Корпус Type 85-IIM це нова конструкція і не базується на ОБТ Type 80.
Підвіска складається з шести подвійних котків вкритих гумою з торсіонами, лінивцем попереду, ведучою зіркою позаду та підтримуючим котками. Верхня частина підвіски закрита спідницею. Сталеві траки мають змінні гумові накладки.

## Обладнання
Стандартне обладнання включає радіосистему Type 889B, захист від зброї масового ураження та системи протипожежної безпеки та попередження вибухів.

## Варіанти
- Type 85 — прототип.
- Type 85-I — дослідний.
- Type 85-II — дослідний, потужність двигуна — 800 к.с., середина 80-х рр = 105-мм нарізна гармата Type 83-I.
- Type 85-IIA — експортна модифікація для Пакистану = 105-мм нарізна гармата Type 83-I.
- Type 85-IIM — експортна модифікація для Пакистану, нова башта, автомат заряджання, початок 90-х = 125-мм гладкоствольна гармата (неліцензійна копія радянської 2А46).
- Type 85-IIAP — ліцензійна версія для Пакистану, 1991 р = 125-мм гладкоствольна гармата (неліцензійна копія радянської 2А46).
- Type 85-III — дослідний, встановлено більш потужний двигун 1000 к.с. і навісний динамічний захист , 1995 р = 125-мм гладкоствольна гармата (неліцензійна копія радянської 2А46).

## Оператори
Пакистан — 300